# Terra Indígena Kuruáya
A Terra Indígena Kuruáya é uma terra indígena localizada no estado brasileiro do Pará. Regularizada e tradicionalmente ocupada, tem uma área de 166 784 hectares e uma população de 159 pessoas, do povo Kuruaya.